# Brussels Open 2012
Il Brussels Open 2012 è stato un torneo femminile di tennis giocato all'aperto sulla terra rossa. È stata la 2ª edizione del torneo che fa parte della categoria Premier nell'ambito del WTA Tour 2012. Si è giocato al Royal Primerose Tennis Club di Bruxelles in Belgio dal 19 al 26 maggio 2012.

## Partecipanti

### Teste di serie
| Giocatrice | Nazionalità              | Ranking* | Testa di serie |
| ---------- | ------------------------ | -------- | -------------- |
| Polonia    | Agnieszka Radwańska      | 3        | 1              |
| Francia    | Marion Bartoli           | 7        | 2              |
| Germania   | Angelique Kerber         | 11       | 3              |
| Slovacchia | Dominika Cibulková       | 17       | 4              |
| Italia     | Roberta Vinci            | 19       | 5              |
| Serbia     | Jelena Janković          | 20       | 6              |
| Cina       | Peng Shuai               | 23       | 7              |
| Estonia    | Kaia Kanepi              | 25       | 8              |
| Russia     | Anastasija Pavljučenkova | 26       | 9              |
| Russia     | Nadia Petrova            | 30       | 10             |

* Ranking al 14 maggio 2012.

### Altre partecipanti
Giocatrici che hanno ricevuto una Wild card:
- Tamaryn Hendler
- Jelena Janković
- Alison Van Uytvanck

Giocatrici passate dalle qualificazioni:

- Urszula Radwańska
- Arantxa Rus
- Irina Falconi
- Sania Mirza

## Campionesse

### Singolare
Agnieszka Radwańska ha sconfitto in finale  Simona Halep per 7-5, 6-0.
- È il decimo titolo in carriera per Radwańska, il 3° nel 2012.

### Doppio
Bethanie Mattek-Sands /  Sania Mirza hanno sconfitto in finale  Alicja Rosolska /  Zheng Jie per 6-3, 6-2.